# Videografia delle Blackpink
La videografia delle Blackpink, girl group sudcoreano, è formata da dodici video musicali.

## DVD e Blu-ray (BD)
| Anno                                                                                          | Titolo | Classifiche | Classifiche | Unità         |
| Anno                                                                                          | Titolo | JPN         | JPN         | Unità         |
| Anno                                                                                          | Titolo | DVD         | BD          | Unità         |
| --------------------------------------------------------------------------------------------- | --- | ----------- | ----------- | ------------- |
| 2019                                                                                          | Blackpink Arena Tour 2018 "Special Final in Kyocera Dome Osaka" - Pubblicato: 13 marzo 2019 (DVD), 22 marzo 2019 (Blu-ray) - Etichetta: YGEX, Avex - Formati: Download digitale, BD, BD+CD, streaming | 9           | 17          | - JPN: 6 549  |
| 2019                                                                                          | Blackpink 2018 Tour 'In Your Area' Seoul - Pubblicato: 30 agosto 2019 - Etichetta: YG, Interscope - Formati: Download digitale, BD, streaming                                                         | —           | —           |               |
| 2020                                                                                          | Blackpink 2019-2020 World Tour In Your Area-Tokyo Dome- - Pubblicato: 6 maggio 2020 - Etichetta: Interscope - Formati: Download digitale, BD, BD+CD                                                   | 1           | 1           | - JPN: 15 101 |
| 2021                                                                                          | Blackpink 2021 'The Show' Live - Pubblicato: 18 giugno 2021 - Etichetta: YG, Interscope - Formati: DVD, KiT Video                                                                                     | —           | —           |               |
| "—" indica che l'opera non si è classificata o che non è stata pubblicata in quel territorio. | |             |             |               |

## Video musicali
| Video musicale       | Anno | Regista/i      | Durata | Note   |
| -------------------- | ---- | -------------- | ------ | ------ |
| Boombayah            | 2016 | Seo Hyun-seung | 4:04   | [ 5 ]  |
| Whistle              | 2016 | Beomjin J      | 3:51   | [ 6 ]  |
| Playing with Fire    | 2016 | Seo Hyun-seung | 3:29   | [ 7 ]  |
| Stay                 | 2016 | Han Sa-min     | 4:01   | [ 8 ]  |
| As If It's Your Last | 2017 | Seo Hyun-seung | 3:37   | [ 9 ]  |
| Ddu-Du Ddu-Du        | 2018 | Seo Hyun-seung | 3:36   | [ 10 ] |
| Kill This Love       | 2019 | Seo Hyun-seung | 3:14   | [ 11 ] |
| How You Like That    | 2020 | Seo Hyun-seung | 3:04   | [ 12 ] |
| Ice Cream            | 2020 | Seo Hyun-seung | 3:03   | [ 13 ] |
| Lovesick Girls       | 2020 | Seo Hyun-seung | 3:22   | [ 14 ] |
| Pink Venom           | 2022 | Seo Hyun-seung | 3:14   | [ 15 ] |
| Shut Down            | 2022 | Seo Hyun-seung | 3:01   | [ 16 ] |
| Jump                 | 2025 | Dave Meyers    | 3:14   | [ 17 ] |

## Altre uscite
| Anno                                                                                          | Titolo | Classifiche | Classifiche |
| Anno                                                                                          | Titolo | JPN         | JPN         |
| Anno                                                                                          | Titolo | DVD         | BD          |
| --------------------------------------------------------------------------------------------- | --- | ----------- | ----------- |
| 2019                                                                                          | Blackpink's 2019 Welcoming Collection - Pubblicato: 24 febbraio 2019 - Etichetta: YG - Formati: DVD           | —           | —           |
| 2019                                                                                          | Blpin House - Pubblicato: 13 marzo 2019 (EP 1-6) - Etichetta: YG, YGEX - Formati: DVD, BD                     | 66          | 52          |
| 2019                                                                                          | - Pubblicato: 13 marzo 2019 (EP 7-12) - Etichetta: YG, YGEX - Formati: DVD, BD                                | 69          | 53          |
| 2019                                                                                          | 2019 Blackpink's Summer Diary [in Hawaii] - Pubblicato: 9 settembre 2019 - Etichetta: YG - Formati: DVD       | —           | —           |
| 2020                                                                                          | Blackpink's 2020 Welcoming Collection - Pubblicato: 4 marzo 2020 - Etichetta: YG - Formati: DVD               | —           | —           |
| 2020                                                                                          | 2020 Blackpink's Summer Diary [in Seoul] - Pubblicato: 31 agosto 2020 - Etichetta: YG - Formati: DVD          | —           | —           |
| 2020                                                                                          | Blackpink 2021 Season's Greetings - Pubblicato: 30 dicembre 2020 - Etichetta: YG - Formati: DVD               | —           | —           |
| 2021                                                                                          | Blackpink 5th Anniversary [4+1] 2021 Summer Diary - Pubblicato: 25 agosto 2021 - Etichetta: YG - Formati: DVD | —           | —           |
| 2022                                                                                          | Blackpink's 2022 Welcoming Collection - Pubblicato: 2 marzo 2022 - Etichetta: YG - Formati: DVD, KiT Video    | —           | —           |
| "—" indica che l'opera non si è classificata o che non è stata pubblicata in quel territorio. | |             |             |